# Dalmatinische Raubschnecke
Die Dalmatinische Raubschnecke (Poiretia cornea) ist eine im nördlichen Mittelmeerraum heimische räuberische Landschnecke aus der Familie der Spiraxidae, die zur Unterordnung der Landlungenschnecken (Stylommatophora) gehört.

## Merkmale
Das rechtsgewundene, schlank spindelförmige, recht dünnwandige Gehäuse wird beim erwachsenen Tier etwa 3,2 bis 4,7 cm lang und erreicht einen Durchmesser von etwa 1,0 bis 1,7 cm. Es weist dann etwa fünfeinhalb bis sechseinhalb nur geringfügig konvexe Umgänge mit leicht unregelmäßig gezackten Nähten und feinen Anwachsstreifen auf. Die schmale Gehäusemündung wird etwa 5,5 mm bis 9,5 mm breit. Die Spindel ist nur wenig gebogen. Die Oberfläche des Gehäuses ist wie die Schnecke selbst typischerweise hell bräunlich gelb gefärbt.
Der von der suprapedalen Drüse (am Vorderende des Fußes) abgesonderte Schleim enthält Säure, mit der das Gehäuse erbeuteter Schnecken aufgelöst wird und so die Raubschnecke an das Fleisch der Beute gelangt. Dieses wird mithilfe der kräftigen Radula zerkleinert.

## Vorkommen, Lebensweise und Verbreitung
Die Dalmatinische Raubschnecke ist sowohl in Wäldern als auch Macchia in der Karstlandschaft des Dinarischen Gebirges entlang der Adriaküste zu finden. Ihr natürliches Verbreitungsgebiet reicht von Monfalcone im nordöstlichen Italien über Slowenien, in dessen südwestlichen Landesteilen sie häufig ist, Kroatien (Istrien und Dalmatien), Teile Bosnien und Herzegowinas sowie Montenegros bis ins westliche Serbien und südliche Albanien. Darüber hinaus gibt es Vorkommen auf der Halbinsel Gargano in Süditalien sowie im östlichen Libyen (ehemalige Provinz Cyrenaica), die möglicherweise vom Menschen eingeführt wurden.
Sie frisst andere Gehäuseschnecken, darunter insbesondere Weinbergschnecken und Landdeckelschnecken. Die Gehäuse von ihr gefressener Schnecken sind an den für diese Raubschneckengattung charakteristischen durch Säure geätzten großen Löchern erkennbar. Neben Schnecken werden auch Regenwürmer gefressen.